# Азери (иранский язык)
Азери́ (азари, адари, перс. آذری‎, āḏarī [ɑːzæri], араб. الأذرية‎ (al-āḏarīya)) — вымерший иранский язык Атропатены (современная территория Иранского Азербайджана и юго-востока Азербайджанской Республики), бывший распространённым в регионе до его тюркизации и вытеснения азербайджанским тюркским языком. 
Об азери имеются свидетельства арабских географов X—XII веков, описывающих Атропатену. Как о языке значительной части населения Атропатены, говорил аль-Масуди. О нём сообщают Ибн Хаукаль, Якут аль-Хамави, аль-Балазури и другие арабские авторы. 
Со времени нашествия монголов, большинство армий которых состояло из тюркских племён, влияние турецкого языка в регионе возросло. С другой стороны, старые иранские диалекты оставались распространёнными в крупных городах. Хамдаллах Моставафи, писавший в 1340-х годах, называет язык Мараки «модифицированным пехлеви» (Pahlavi-ye Mughayyar). Мостовафи называет язык Занджана (Pahlavi-ye Raast). Язык Гуштаспи, охватывающий прикаспийский пограничный регион от Гиляна до Ширвана, называется языком пехлеви, близким к языку Гиляна.

## Первые исследования
Клиффорд Босуорт в своих трудах писал, что не следует принимать всерьез утверждение Мокаддаси о том, что в Азербайджане было семьдесят языков, хотя это положение дел было бы более справедливо применительно к Кавказскому региону на севере; однако в основном иранское население говорило на искаженной, диалектной форме персидского языка (названной Масуди аль-Адарийа), а также на стандартном персидском языке, и географы утверждают, что первый язык был трудным для понимания.
Одним из исследователей языка был Ахмеда Кесреви (1890—1946), автор «Азери, или древний язык Азербайджана» (перс. آذری یا زبان باستان آذربایجان‎), изданный в Тегеране в 1926 году. Кесреви впервые выявил материалы языка азери, распространённого в Атропатене в Средние века, и доказал его иранский характер.
Позже революция в иранистике свершилась благодаря выходу в свет работы ираниста, талышеведа Бориса Всеволодовича Миллера «К вопросу о языке населения Азербайджана до отуречения этой области» в Москве в 1930 году, который доказал самые близкие связи талышского языка и языка азери. Позднее обновлённый вариант этой статьи («Талышский язык и язык азери») вошёл в книгу Миллера «Талышский язык».

## Характеристики языка
Был распространён на территории юга современного Азербайджана, в частности на территориях, населённых талышами, которые являются потомками древнего ираноязычного населения края, и на северо-западных провинциях Ирана: Ардебиль, Восточный Азербайджан, Западный Азербайджан и Зенджан (их называют Иранским Азербайджаном).
Существовал предположительно вплоть до XVII века, был вытеснен азербайджанским языком тюркского происхождения. Считается, что азери был не единым языком, а объединял группу диалектов, распространённых на указанной территории. Начиная с XI века, количество говоривших на азери начало сокращаться, что объясняется постепенной тюркизацией Иранского Азербайджана. В настоящее время на иранских диалектах до сих пор разговаривают в нескольких лингвистических энклавах в Иранском Азербайджане. Некоторые исследователи считают, что эти диалекты являются прямым продолжением древних языков азери, а другие авторы считают, что древние языки азери полностью исчезли.
Благодаря трудам иранских ученых стало известно, что кроме талышского языка в областях Иранского Азербайджана распространены очень близкие (чуть ли не идентичные) талышскому языку диалекты — тати, харзани, такестани, халхали и другие, которые, как и талышский язык, можно считать потомками мидийского языка и азери. Таким образом, совершенно очевидно, что диалекты близкие к азери и современному талышскому языку, были широко распространены на территории Азербайджана.
По мнению филолога Людвига Пауля, азери, наряду с родственными — языком зазаки и талышским языком, составляет самую северную группу западных диалектов иранских языков.
Существовало предположение, что иранские слова попали в азербайджанский тюркский из азери, но поздние исследования показали, что большинство из них являются заимствованиями из персидского языка. Азери на самом деле не имел существенного влияния на азербайджанский язык.
На языке азери писал стихи основатель суфийско-дервишского ордена Сефевие и родоначальник династии Сефевидов Сефи ад-Дин. Язык азери четверостиший шейха Сефи ад-Дина был изучен Б. В. Миллером, который в ходе исследований сделал вывод, что диалект ардебильцев и Ардебильского района является языком предков современных талышей, но уже I половины XIV века. Также Миллер делает вывод, что язык азери является родным языком шейха Сефи ад-Дина, а турецкому, персидскому и арабскому он обучился у учителя.
Изучение лексических параллелей языка азери XIV века по стихотворениям Механа Кашфи также показывает сильную связь с талышским языком.